# Вулиця Анатолія Вахнянина (Львів)
Ву́лиця Анато́ля Вахня́нина — вулиця у Личаківському районі міста Львова, у місцевості Погулянка. Вулиця Вахнянина є уявним продовженням Левицького і бере свій початок від роздоріжжя вулиць Левицького та Погулянка до вулиці Стефана Банаха. Існує невеличке відгалуження — стежка, що прямує від вулиці Погулянка вглиб парку Погулянка до колишнього хутора, що має адресу вул. Вахнянина, 39.

## Історія
Назва вулиці змінювалася неодноразово, переважно у зв'язку зі змінами політичних режимів:
- до 1917 року — частина вулиці Кохановського;
- від 1936 року — Копця, на честь учасника битви за Львів 1918 року, члена ПОВ, капітана Людвіка Копця[5][6].
- від 1943 року — Погулянка Небенґассе.
- липень 1944 року — Копця, повернута стара довоєнна назва вулиці.
- від 1945 року — Дундича, на честь радянського військового діяча хорватського походження Олеко Дундича.
- від 1991 року — Вахнянина, на честь українського громадсько-політичного діяча, композитора Анатоля Вахнянина[7].

## Забудова
Вулиця забудована переважно двоповерховими садибами 1930-х років у стилі конструктивізм. На початку вулиці, з непарного боку, розташований стадіон «Школяр», що належить СДЮШОР № 4 міста Львова.  
№ 1 — стадіон «Школяр», історія якого розпочалася ще у першій половині 1920-х років, коли постало питання зведення спортивного майданчика для потреб військовиків 40-го стрілецького піхотного полку. Так, на початку 1924 року командир 40-го стрілецького піхотного полку Владислав Лянгнер заклав наріжний камінь під будівництво майбутньої спортивної арени і вже 6 вересня того ж року відбулося відкриття стадіону. Офіційно стадіон належав 40-му стрілецькому піхотному полку та футбольному клубу «Лехія». 5 квітня 1931 року на цьому стадіоні відбувся дебютний матч футбольного клубу «Лехія» у першій лізі чемпіонату Польщі проти хожувського «Руху». Узимку на стадіоні влаштовувалась хокейна ковзанка, легкоатлетичні доріжки пристосовувались для ковзанярських перегонів. Хокейна команда клубу у 1935 році виборола друге місце у чемпіонаті Польщі. 
На межі 1980-х—1990-х років проведено реконструкцію стадіону, під час якої було перекладено дренаж основного футбольного поля, вище нього облаштовано ще одне ґрунтове поле, споруджено глядацькі трибуни, встановлено світлові вежі, влаштувано адміністративний корпус. Значний внесок у реконструкцію стадіону зробив колишній гравець львівських «Карпат», директор СДЮШОР № 4 Ігор Кульчицький. Нині стадіон «Школяр», що складається з трьох футбольних полів — основного та двох тренувальних, належить СДЮШОР № 4 Міністерства освіти і науки, молоді та спорту України, яку від 1998 року очолює Роман Риф'як.
Упродовж 2017—2019 років проведена реконструкція стадіону. Оновлене футбольне поле відповідає європейським стандартам: розміри — 100×62 метрів зі штучною травою висотою 60 мм. Він дасть можливість проводити у Львові шкільні футбольні чемпіонати та турніри. Також у планах облаштування роздягалень, трибун, табла та освітлення. Вартість відновлення стадіону становила близько 12 млн. гривен.
№ 29 — Центр творчості дітей та юнацтва Галичини, зведений у 1984 році за проєктом архітекторів А. Ващака, М. Сметани та З. Підлісного, як Палац піонерів і школярів. 
№ 39 — храм Матері Божої Неустанної Помочі, розташований на одному з колишніх хуторів, в глибині парку Погулянка. Храм Матері Божої Неустанної Помочі, збудований 1897 року як костел вірменських черниць-бенедектинок, на місці дерев'яного костелу, який походив ще з 1768 року і вона імовірно є наймаловідомішим храмом Львова. За радянських часів костел використовувався як склад будівельних матеріалів. У 1997 році проведено реставрацію храму і 1998 року відновлену святиню освячено на честь Матері Божої Неустанної Помочі. Нині парафіяльний храм належить до Личаківського протопресвітерату Львівської архиєпархії Української греко-католицької церкви. 21 червня 2015 року Високореосвященний владика Ігор (Возьняк), Архієпископ і Митрополит Львівський з пасторським візитом відвідав парафію Матері Божої Неустанної Помочі на Погулянці. Під час пастирських відвідин владика Ігор звершив Архиєрейську Божественну Літургію та виголосив проповідь. По завершені парафіяльна спільнота на чолі із о. Олегом Федориком висловила слова вдячності єпископу.

## Галерея

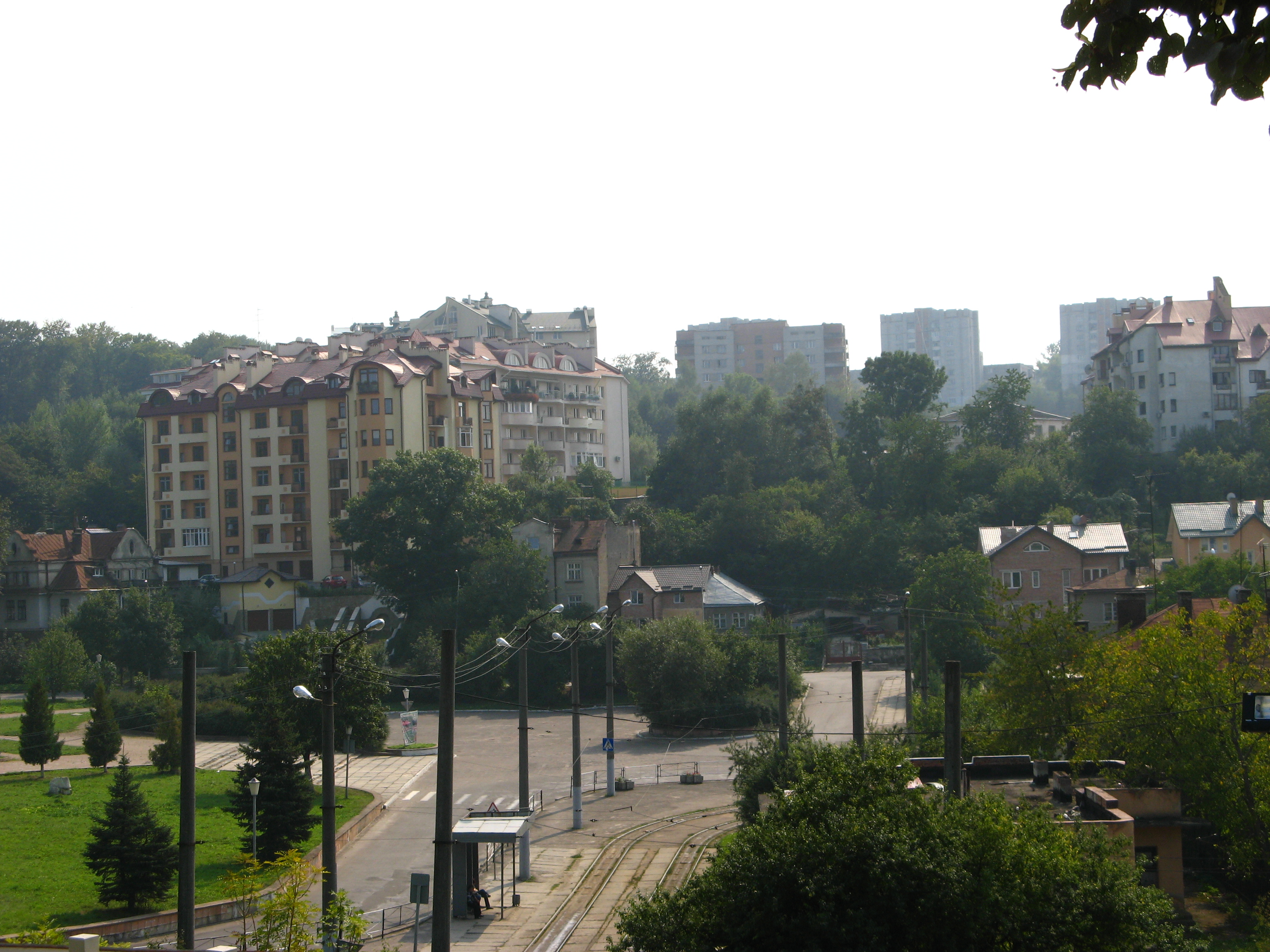
Кінець вулиці з кінцевою зупинкою трамваю № 7
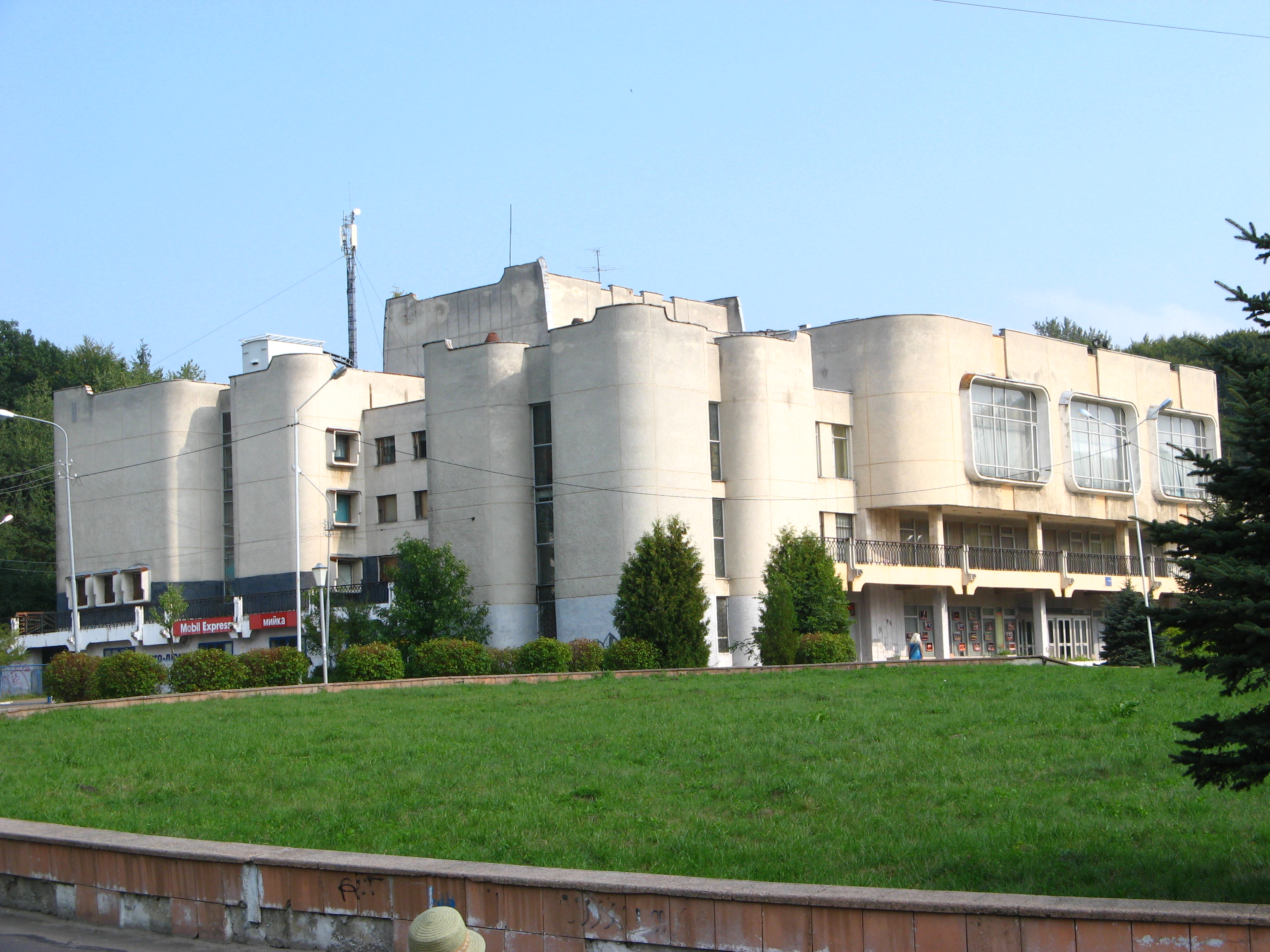
Центр творчості дітей та юнацтва Галичини
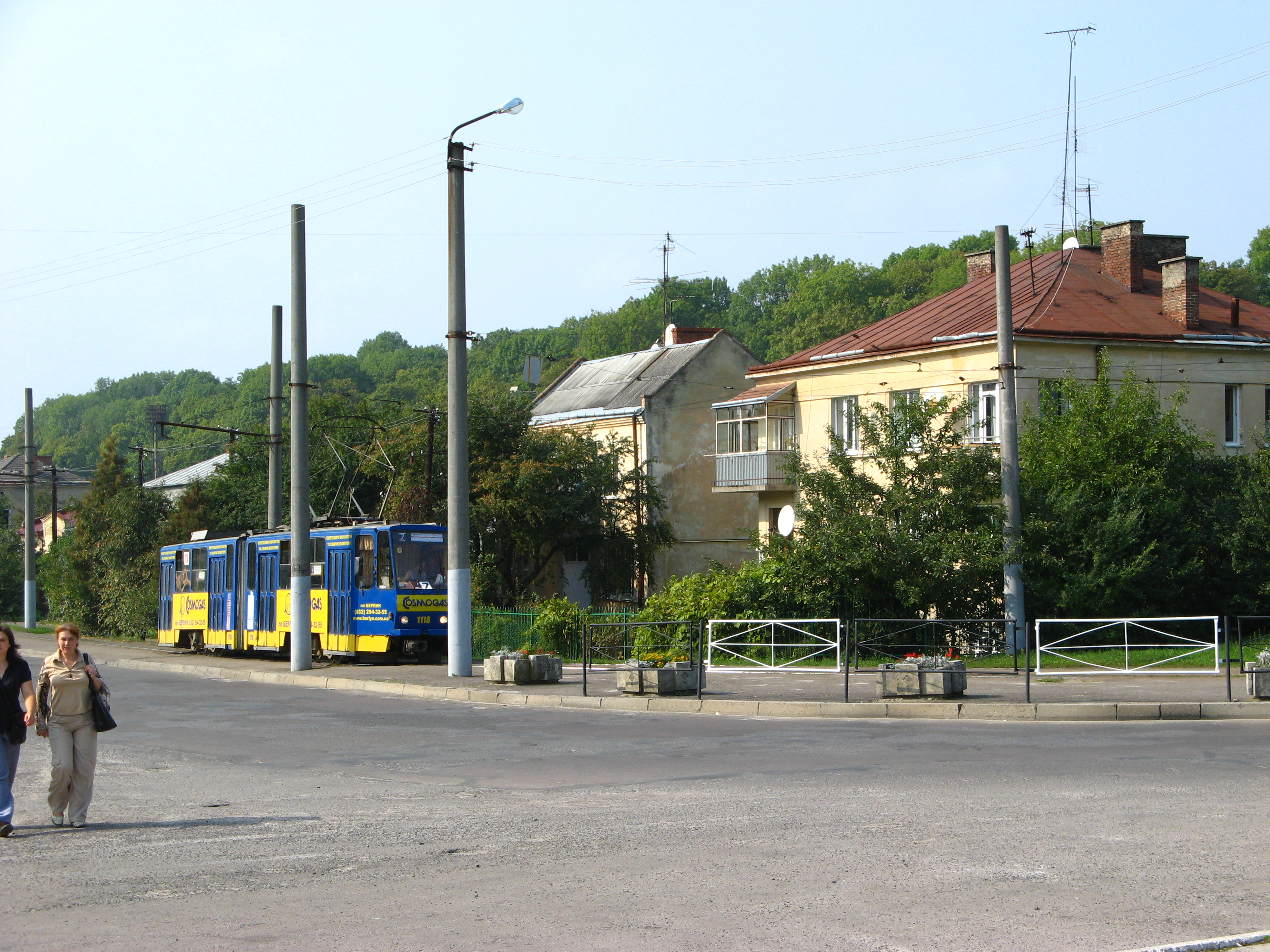
Поблизу кінцевої зупинки трамвая (Вулиця Вахнянина, 23/25)
Храм Матері Божої Неустанної Помочі (Вахнянина, 39)
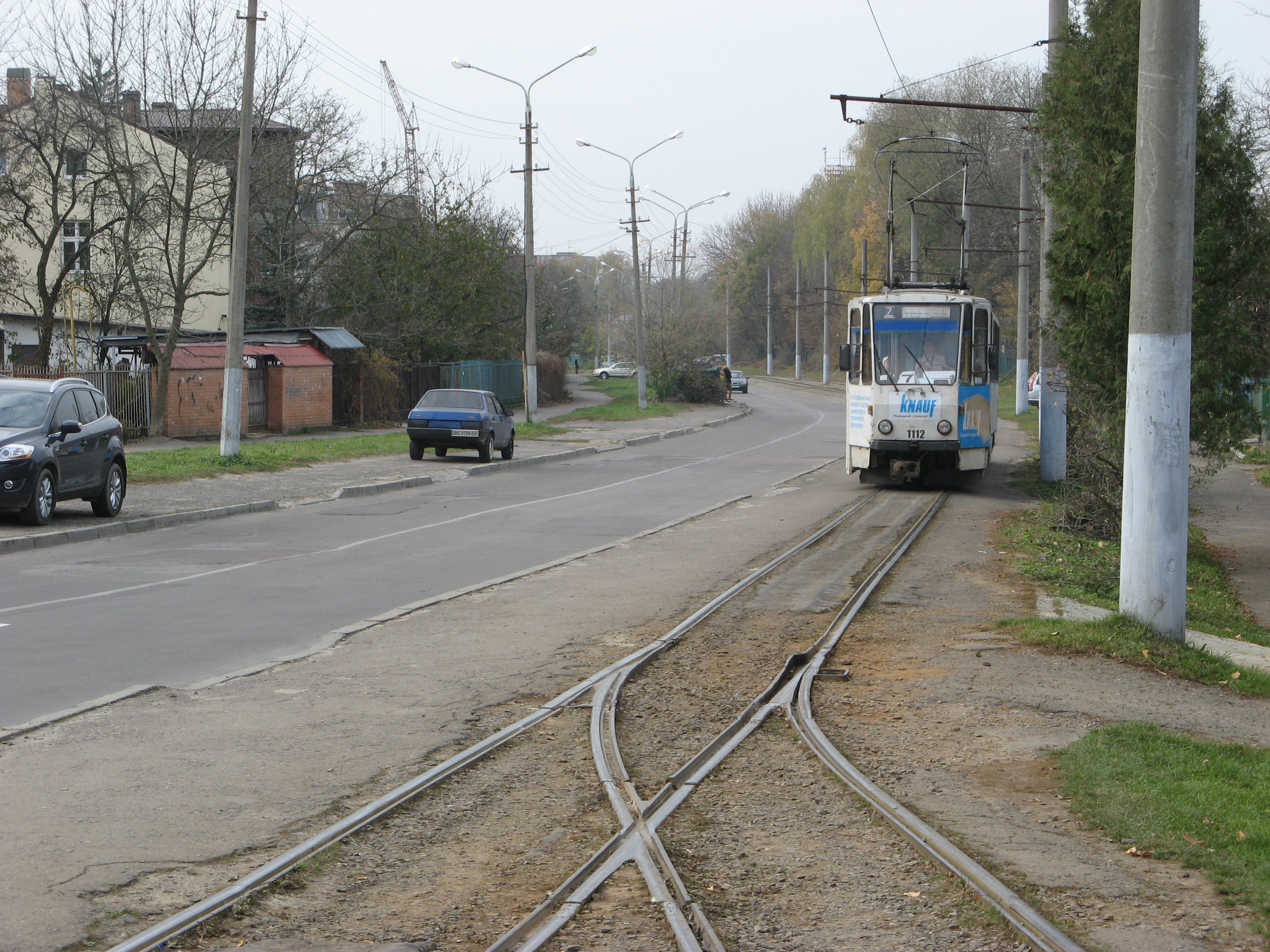
Поблизу кінцевої зупинки трамваю